# St. Antonius von Padua (Windhausen)

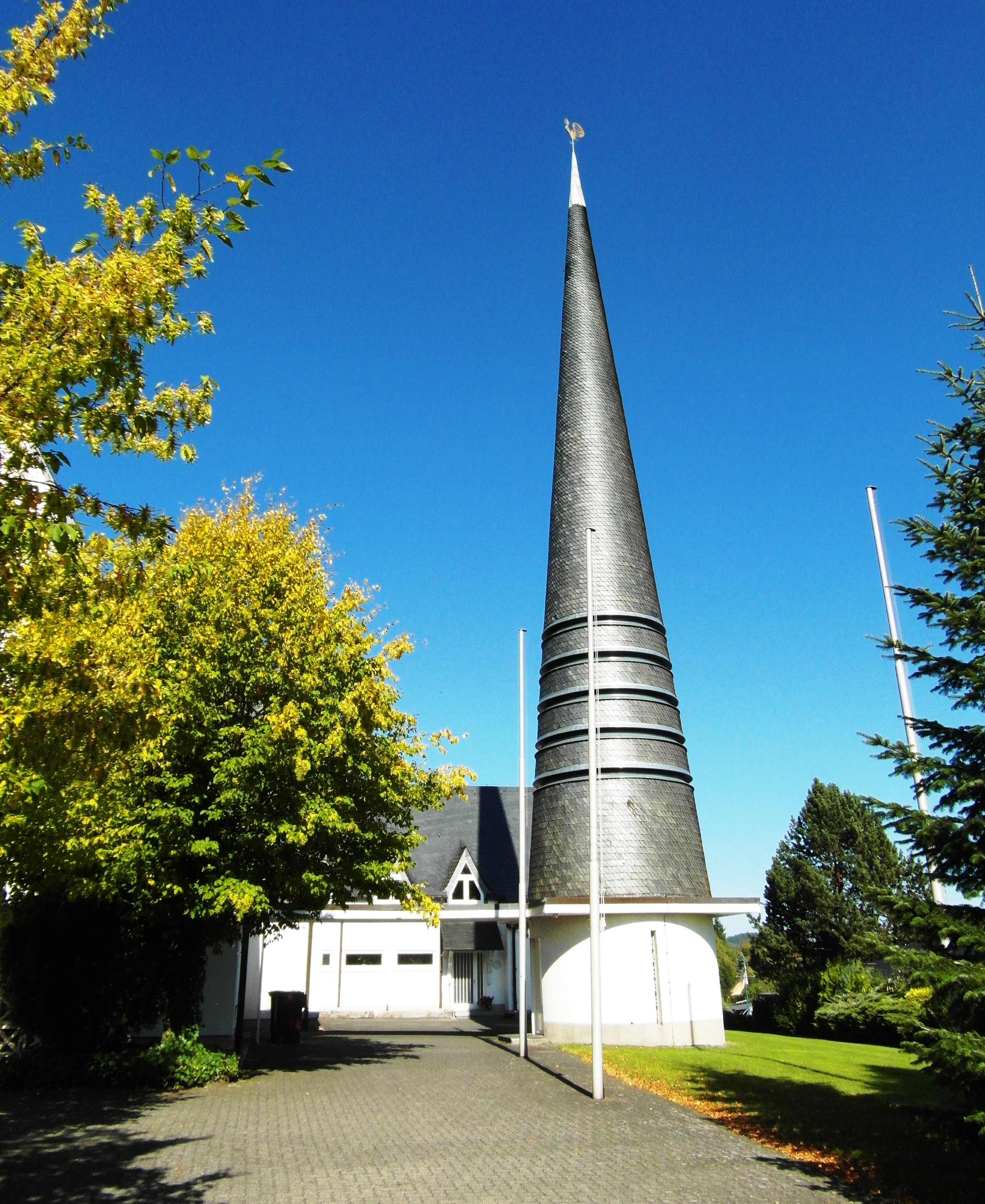
Außenansicht St. Antonius von Padua

Die katholische Kirche St. Antonius von Padua ist ein ortsbildprägendes Kirchengebäude in Windhausen, einem Dorf im Stadtgebiet von Attendorn im Kreis Olpe (Nordrhein-Westfalen). Sie gehört zum Pastoralverbund Attendorn und zum Dekanat Südsauerland im Erzbistum Paderborn.

## Geschichte und Architektur
Während in den Nachbarorten zu Beginn des 20. Jahrhunderts mehrere neue Kirchen auf Initiative des aus Attendorn stammenden Kölner Domkapitulars Alexander Schnütgen entstanden, wurde die erste Kirche in Windhausen im Jahr 1898 nach einem im Dorf gefertigten Entwurf erbaut. Ein Jahr später wurde der Innenraum ausgestattet, unter anderem mit einem Altar, der von der Waldenburg stammen soll. Als Windhausen 1959 zur Pfarrvikarie erhoben wurde, fiel der Beschluss, den Bau durch ein neues Kirchengebäude zu ersetzen. Der erste Kirchenbau fiel im April 1969 dem Ausbau der L 697 zum Opfer.
Das neue, etwas zurückgesetzt an der durch das Dorf führenden Landstraße stehende Gebäude wurde 1963/64 nach Plänen von Aloys Sonntag errichtet und am dritten Advent 1964 geweiht. Der Kirchplatz liegt auf der Talseite. Das längliche Kirchenschiff mit zwei kleinen Querarmen steht auf einem kreuzförmigen Grundriss. Der abseits stehende Turm ist über eine Pergola an die Kirche angebunden. Der Schaft ist niedrig und der Helm überproportional steil. Die umlaufenden Profile sind Schallöffnungen. Schiff und Turm sind weiß verputzt, das sehr steile Dach der Kirche ist mit Schiefer eingedeckt und greift somit die regionale Bautradition auf. Die Querarme mit ihren hohen Giebeln, liegen ungefähr in der Mitte des Grundrisses, sie bleiben mit der Höhe ihrer Dächer unterhalb des Hauptfirstes. Der Innenraum wird von der Hauptachse geprägt, die beiden Reihen des Gestühls sind auf die Altarzone ausgerichtet. Durch den Versatz in dieser Zone wird eine seitliche Belichtung des Altars ermöglicht. Die Verglasungen der Betonwaben in den Stirnseiten der Querarme sind Arbeiten nach Entwürfen von Josef Jost. Der Beichtstuhl steht im rechten Giebel, im Eingangsgiebel mit einem Kragdach steht die Patronatsloge.